# Думашевский, Арнольд Борисович
Арнольд Борисович Думашевский (28 декабря 1834 [9 января 1835], Могилёв — 22 ноября [4 декабря] 1887, Санкт-Петербург) — российский юрист-цивилист, писатель

, публицист, редактор, издатель и благотворитель.

## Биография
Родился 28 декабря 1834 (9 января 1835) года в Могилёве в семье небогатого еврейского мещанина. Помогал своему отцу в портняжном ремесле и извозном промысле, а затем, с тринадцати лет, был приказчиком в книжной лавке. Грамоте он выучился тайком от родителей у приходского дьячка и на 14-м году поступил в Горыгорецкую земледельческую школу, курс которой окончил со званием учёного управителя (агронома) в 1855 году.
После недолгой службы в городе Одессе писцом в канцелярии бывшего попечительного комитета об иностранных поселенцах южного края, Думашевский обратил на себя внимание попечителя Одесского учебного округа, H. И. Пирогова, благодаря которому был избавлен от рекрутчины и поступил в Ришельевский лицей (1859), а через год перешёл на юридический факультет Санкт-Петербургского университета, где и получил степень кандидата прав в 1862 году.
В 1859 году он поместил в «Русском инвалиде» статью «Нужен ли журнал для евреев, и на каком языке он должен издаваться», в которой высказался за издание его на русском языке.
По окончании университетского курса Думашевский был оставлен при университете и на казённый счет командирован для подготовки к профессорскому званию по кафедре гражданского права за границу, где прожил до 1865 года. По возвращении, Думашевский перешёл на службу в министерство юстиции Российской империи и сначала был командирован для рассмотрения работ по преобразованию судебной части Царства Польского, а затем назначен обер-секретарем 3-го департамента Правительствующего Сената, но в 1871 году оставил эту должность, перейдя в министерство юстиции, а в 1877 году окончательно вышел в отставку.
В 1871 году Думашевский стал редактором-издателем газеты «Судебный вестник» (начиная с № 66 за 1871 год и заканчивая № 258 за 1876 год) и поместил в нём целый ряд статей по самым разнообразным вопросам практической юриспруденции и, кроме того, вел «юридическое обозрение» по гражданским делам в «Судебном журнале» за 1867 и 1868 гг., который составлял приложение к «Судебному вестнику».
С 1877 года Думашевский передал дело издания газеты в другие руки и лишь изредка помещал в «Санкт-Петербургских ведомостях» статьи публицистического характера преимущественно по еврейскому вопросу.
Из накопленного им в течение тяжелой трудовой жизни капитала в 56000 рублей — он 26000 рублей завещал Санкт-Петербургскому университету на стипендии по юридическому факультету по 300 рублей в год с тем, чтобы эти стипендии назывались стипендиями «Еврея Думашевского» и 4000 рублей Санкт-Петербургской консерватории на премию за «лучшие русские застольные песни».
А. Б. Думашевский в полном смысле слова был юрист-публицист, и не проходило ни одного сколько-нибудь выдающегося жизненного вопроса, чтобы он не писал о нем и не трактовал его с юридической точки зрения. Выдающийся юрист-практик, Думашевский выступил в юридической литературе горячим сторонником практического направления в изучении права и, не признавая никакого значения за историко-философским направлением в юриспруденции, явился вместе с тем приверженцем догматической разработки русского гражданского права по преимуществу, в противоположность господствовавшей тогда тенденции к изучению общего гражданского права. Отводя второстепенную, вспомогательную роль последнему, Думашевский думал, что русское гражданское право и самостоятельно может вылиться в стройную систему норм при умелом толковании и историческом освещении действующих источников. Сам Думашевский однако не дал опыта такого толкования, а его статьи, посвященные критике судебных решений, почти всегда основывались на институтах римского права и, таким образом, были мало применимы на практике в обособленном русском гражданском праве.
Думашевский рано выступил на литературное поприще, но, несмотря на выдающийся литературный талант, не написал ничего крупного. Многочисленные статьи его рассеяны во многих периодических изданиях того времени.
Умер в Санкт-Петербурге 22 ноября (4 декабря) 1887 года. Похоронен на Преображенском еврейском кладбище.